# Huxleysaurus
Huxleysaurus is een geslacht van plantenetende ornithischische dinosauriërs, behorend tot de Euornithopoda, dat tijdens het vroege Krijt leefde in het gebied van het huidige Engeland. De enige benoemde soort is Huxleysaurus hollingtoniensis.
In 1889 benoemde Richard Lydekker een nieuwe soort van Iguanodon: Iguanodon hollingtoniensis, gebaseerd op een reeks vondsten bij Hollington nabij Hastings in East Sussex. In 2010 wees David Bruce Norman deze vondsten toe aan Hypselospinus. Gregory S. Paul was het hiermee oneens daar deze taxa niet precies uit dezelfde aardlagen komen en hun materiaal geen autapomorfieën deelt, dezelfde unieke eigenschappen toont. Hij benoemde daarom in 2012 een apart geslacht Huxleysaurus met Iguanodon hollingtoniensis als de typesoort. De combinatio nova is Huxleysaurus hollingtoniensis. De geslachtsnaam eert Thomas Henry Huxley, zowel als Darwin's Bulldog, als vanwege diens bedenken van de term agnosticus — Paul zelf is een militant atheïst.
Lydekker wees in 1889 een reeks syntypen aan, uit de Wadhurst Clay van de Lower Wealden Formation die dateert uit het onderste Valanginien. Deze betreffen de specimina BMNH R1148, R1629, en R1632. Specimina BMNH R811, 811b en 604 werden door Lydekker toegewezen, maar door Paul vermeld als deel van het "holotype". Paul koos geen lectotype. BMNH R1148 is een rechterdijbeen. BMNH R1629 bestaat uit een stuk schouderblad, een linkeronderarm, een duimstekel, en een linkerachterpoot. BMNH R1632 bestaat uit losse wervels van de nek, het heiligbeen en de staart; en een voetklauw. BMNH R811 bestaat uit sacrale wervels. BMNH R811b is een darmbeen. BMNH R604 bestaat uit ruggenwervels. Andere fossielen zijn eerder aan Iguanodon hollingtoniensis toegewezen maar werden niet door Paul vermeld. Paul stelde dat verdere gegevens zouden kunnen uitwijzen dat Huxleysaurus bij het geslacht Hypselospinus hoort. Daarmee bedoelde hij dat ze zustersoorten zouden kunnen zijn; Paul is van mening dat die dezelfde geslachtsnaam moeten hebben.
Paul gaf een korte diagnose. Het dijbeen is robuust en matig gebogen. De vierde trochanter is afhangend. Norman stelde in 2013 dat de robuustheid en buiging van het dijbeen het taxon niet van Hypselospinus kunnen onderscheiden en dat de vierde trochanter in feite niet afhangend is; hij concludeerde dat Huxleysaurus een jonger synoniem is van Hypselospinus.
Paul stelde dat Huxleysaurus basaal in de Iguanodontia staat, echter zonder een exacte cladistische analyse uit te voeren.